# Толейко, Евгений Борисович
Евге́ний Бори́сович Толейко (28 декабря 1943, Минск, Генеральный округ Белоруссия — 23 февраля 2011, Минск) — советский футболист, полузащитник.
С 1961 года — в составе клуба «Беларусь» Минск, в 1963—1972 годах за команду, переименованную в «Динамо», в чемпионате СССР провёл 203 матча, забил 11 мячей. Финалист Кубка СССР 1965.